# アピオール
アピオール（Apiol）は、セロリやパセリの種子や、パセリの精油に含まれる有機化合物の1種である。かつては、妊娠中絶および月経不順治療の目的で使用された。なお、流産を誘発する作用があるとは言え、妊婦が通常の常識的な範囲でアピオールが含まれる食品であるパセリやセロリを摂取する程度であれば、医学的に問題ないとされている。

## 歴史
古代ギリシャの時代のヒポクラテスは、パセリは流産の原因になると記述している。さらに中世ヨーロッパにおいては、アピオールを含む植物が、妊娠を止めるために服用された。その利用はアメリカでも広まった。この作用は、アピオールのせいであったことが後に明らかとなった。
純粋なアピオールは、1715年にライプツィヒの薬剤師であったハインリッヒ・クリストフ・リンク（Heinrich Christoph Link）によって、パセリの精油の蒸気を還元して得られた緑色の結晶として精製された。1855年には、JoretとHomolleが、アピオールは無月経の治療に効果があることを発見した。

## 用途
医学的には、アピオールは精油または純粋物質として月経不順の治療に用いられる。
また、現在では様々な妊娠中絶法が確立され、西洋ではアピオールが妊娠中絶の用途で用いられることはないものの、中東では現在も生産され、使用されている。純粋な結晶アピオールの毒性については議論されているが、少量の摂取であれば「比較的安全な中絶」を行うことができ、また、月経の周期を修復する。
ただし、アピオールは刺激物でもあり、過量では吐き気を催す他に、肝臓や腎臓に害を及ぼす。パセリの製油としての半致死量は、ラットに経口投与した場合は3300 (mg/kg)、マウスに経口投与した場合で1520 (mg/kg)であり、傾眠、呼吸困難、尿量減少などの症状が見られる。ヒトではパセリ200 g相当由来の製油を摂取した場合は、生命の危険があるとされる。

## 混同注意
アピオールという慣用名は、イノンドやフェンネルの根に含まれる類似化合物のジラピオール（1-アリル-2,3-ジメトキシ-4,5-メチレンジオキシベンゼン）の名前にも用いられる。